# UAS
Uniwersalny System Analityczny (UAS) – to system bloków procesowych MTM, oparty na Metodzie Podstawowej MTM-1, spełniający wymagania produkcji seryjnej. Składa się on z procesów, którym przyporządkowano wartości czasów normatywnych, zależnych od wielkości wpływających i reguł stosowania. System bloków procesowych UAS służy do strukturyzacji, planowania i opisywania wraz z ustalaniem czasu przebiegów pracy zależnych od człowieka, ponadto służy on do tworzenia bloków systemowych procesów standardowych w produkcji seryjnej, gdzie o oszczędności czasowej decydują minuty.
Wykorzystanie tej metody analizy ruchów elementarnych wspiera zastosowanie zasady ekonomiki ruchów elementarnych.